# Hystrichopsylla synaptica
Hystrichopsylla synaptica är en loppart som beskrevs av Smit 1975. Hystrichopsylla synaptica ingår i släktet Hystrichopsylla och familjen mullvadsloppor. Inga underarter finns listade i Catalogue of Life.